# Brian O’Driscoll
Brian Gerald O’Driscoll (irl. Brian Gearóid Ó hEidirsceoil; ur. 21 stycznia 1979 w Dublinie) – irlandzki rugbysta, środkowy ataku grający w klubie Leinster, reprezentant Irlandii. Jest zawodnikiem, który najczęściej reprezentował barwy narodowe spośród wszystkich irlandzkich rugbystów, zdobył również najwięcej przyłożeń w historii.
Reprezentował Irlandię we wszystkich grupach wiekowych, w kategorii U-19 zdobył mistrzostwo świata w 1998. W seniorskiej reprezentacji debiutował 12 czerwca 1999 w meczu z Australią w Brisbane. Swoje pierwsze przyłożenie zdobył w meczu z USA na Lansdowne Road, 2 października 1999.
Uczestnik Pucharu Świata w 1999, 2003, 2007 i 2011, a także czterech tournée British and Irish Lions: w 2001, 2005, 2009 i 2013. Uznany za najlepszego rugbystę Pucharu Sześciu Narodów w 2006, 2007 i 2009. Był trzykrotnie nominowany do nagrody Zawodnika Roku przez IRB.
Z zespołem Irlandii zdobył w 2009 Puchar Sześciu Narodów. Z zespołem klubowym triumfował w rozgrywkach Pro12 w sezonach 2001/2002, 2007/2008 i 2012/2013; zdobył również Puchar Heinekena w sezonie 2008/2009, 2010/2011 i 2011/2012.
We wrześniu 2013 roku ogłosił zakończenie kariery sportowej wraz z końcem sezonu. W marcu 2014 roku pobił rekord George’a Gregana w liczbie występów w testmeczach, w spotkaniu z Włochami pojawiając się na boisku po raz sto czterdziesty. Tydzień później zakończył reprezentacyjną karierę drugim triumfem w Pucharze Sześciu Narodów.